# 심바 SC
심바 SC(Simba Sports Club)는 탄자니아 다르에스살람 시 일라라 지구의 카리아쿠를 연고로 하는 프로 축구단이다.

## 역사
심바 SC는 1936년에 Queen이라는 이름으로 창단한 이후 Sunderland로 구단명을 변경했다. 1971년에는 Simba(사자를 뜻하는 스와힐리어)로 구단명을 다시 변경했다. 팀의 별명인 Wekundu wa Msimbazi(Msimbazi의 붉은 악마)는 팀의 빨간색 홈 유니폼과 본부가 있는 Kariakoo의 Msimbazi 거리에서 따온 것이다.
심바 SC는 리그 우승 22회와 도메스틱 컵 우승 5회를 자랑하며, CAF 챔피언스 리그에도 여러 차례 참가했다. 또한 CECAFA 클럽 챔피언십을 6번 우승한 동아프리카와 중앙아프리카의 대형 클럽들 중 하나다.
심바 SC의 홈 경기장은 Temeke 지구 Miburani 구에 위치한 Benjamin Mkapa Stadium이다. 2022년 심바 SC의 인스타그램 계정은 전년 대비 89% 성장하여 190만 명의 팔로워를 보유할 정도로 축구 클럽 인스타그램 중 가장 빠르게 성장한 계정이었다.
심바 SC는 2022년 5월 1일부터 2023년 4월 30일까지 국제축구역사통계연맹(IFFHS) 랭킹에서 아프리카 상위 10개 클럽 중 10위를 차지했다. IFFHS 세계 랭킹에서는 105위를 차지했다.
심바 SC는 동아프리카에서 가장 부유한 클럽 중 하나로서, 2019/2020 시즌 총 예산이 61억 탄자니아 실링(530만 달러)에 달했다.
심바 SC는 Yanga와 양 팀이 창단한 구의 이름을 딴 Kariakoo 더비를 형성하며 오랜 라이벌 관계를 유지하고 있다. 이 라이벌 관계는 가장 유명한 아프리카 더비 중 5위를 차지했다.

## 수상 내역

### 국내
탄자니아 프리미어 리그
- 우승 (22): 1965, 1966, 1973, 1976, 1977, 1978, 1979, 1980, 1993, 1994, 1995, 2001, 2002, 2003, 2004, 2007, 2009–10, 2011–12, 2017–18, 2018–19, 2019–20, 2020–21

니에레레 컵
- 우승 (3): 1984, 1995, 2000

탄자니아 FA 컵
- 우승 (4): 1995, 2016–17, 2019–20, 2020–2021
- 준우승 (3): 1974, 1998, 2000

다르에스살람 리그
- 우승 (2): 1944, 1946

터스커 컵
- 우승 (5): 2001, 2002, 2003, 2005, 2005
- 준우승 (1): 2006

커뮤니티 쉴드
- 우승 (10): 2002, 2003, 2005, 2011, 2012, 2017, 2018, 2019, 2020, 2023
- 준우승 (3): 2001, 2010, 2021

마핀두지 컵
- 우승 (3): 2011, 2015, 2022
- 준우승 (5): 2014, 2017, 2019, 2020, 2021

### 대륙 간 대회
CECAFA 클럽 챔피언십
- 우승 (6): 1974, 1991, 1992, 1995, 1996, 2002
- 준우승 (7): 1975, 1952, 1978, 1981, 2003, 2011, 2018

CAF 컵
- 준우승 (1): 1993

CAF 클럽 챔피언스
•준결승 1974
• 조별 리그 2003,2018,2020,2021,2022,2023

## CAF 대회에서의 성과
CAF 챔피언스리그 : 12경기 출전
아프리카 챔피언스컵 클럽 : 9경기 출전
CAF 컨페더레이션 컵 : 6경기 출전

## 선수 명단

### 현역
참고: FIFA 자격 규정에 따라 소속된 국가대표팀 국기를 표시합니다. 선수는 복수의 FIFA 비회원국 국적을 가지고 있을 수 있습니다.
| 번호 | 포지션 | 국적             | 이름            |
| ---- | ------ | ---------------- | --------------- |
| 6    | MF     | 콩고 민주 공화국 | 파브리스 은고마 |

| 번호 | 포지션 | 국적 | 이름 |
| ---- | ------ | ---- | ---- |

## 역대 감독
| 감독            | 임기 |
| --------------- | ---- |
| 파들루 데이비즈 | 불명 |